# Prezydenci Bangladeszu

## Lista prezydentów Bangladeszu
| Osoba | Osoba                                         | Osoba   | Kadencja             | Kadencja            | Partia polityczna                             |
| #     | Imię i nazwisko                               | Portret | Od                   | Do                  | Partia polityczna                             |
| ----- | --------------------------------------------- | ------- | -------------------- | ------------------- | --------------------------------------------- |
| 1     | Sheikh Mujibur Rahman (1920–1975)             |         | 11 kwietnia 1971     | 12 stycznia 1972    | Bengalska Krishak-Sramik Liga Ludowa          |
| –     | Syed Nazrul Islam (1925–1975) tymczasowo      |         | 11 kwietnia 1971     | 12 stycznia 1972    | Bengalska Krishak-Sramik Liga Ludowa          |
| 2     | Abu Sayeed Chowdhury (1921–1987)              |         | 12 stycznia 1972     | 24 grudnia 1973     | Bengalska Krishak-Sramik Liga Ludowa          |
| 3     | Mohammad Mohamadullah (1921–1999)             |         | 24 grudnia 1973      | 25 stycznia 1975    | Bengalska Krishak-Sramik Liga Ludowa          |
| 4     | Sheikh Mujibur Rahman (1920–1975)             |         | 25 stycznia 1975     | 15 sierpnia 1975    | Bengalska Krishak-Sramik Liga Ludowa          |
| 5     | Khondokar Mośtak Ahmed (1918–1996)            |         | 15 sierpnia 1975     | 6 listopada 1975    | Bengalska Krishak-Sramik Liga Ludowa          |
| 6     | Abu Sadat Mohammad Sayem (1916–1997)          |         | 6 listopada 1975     | 21 kwietnia 1977    | Bengalska Krishak-Sramik Liga Ludowa          |
| 7     | Ziaur Rahman (1936–1981)                      |         | 21 kwietnia 1977     | 30 maja 1981        | Wojskowy/ Nacjonalistyczna Partia Bangladeszu |
| 8     | Abdus Sattar (1906–1985)                      |         | 30 maja 1981         | 24 marca 1982       | Nacjonalistyczna Partia Bangladeszu           |
| –     | Hosajn Mohammad Erszad (1930–2019)            |         | 24 marca 1982        | 27 marca 1982       | Wojskowy                                      |
| 9     | Ahsanuddin Chowdhury (1915–2001)              |         | 27 marca 1982        | 10 grudnia 1983     | Bezpartyjny                                   |
| 10    | Hosajn Mohammad Erszad (1930–2019)            |         | 11 grudnia 1983      | 6 grudnia 1990      | Wojskowy / Partia Jatiya                      |
| —     | Shahabuddin Ahmed (1930–2022) tymczasowo      |         | 6 grudnia 1990       | 10 grudnia 1991     | Bezpartyjny                                   |
| 11    | Abdur Rahman Biswas (1926–2017)               |         | 10 października 1991 | 9 października 1996 | Nacjonalistyczna Partia Bangladeszu           |
| 12    | Shahabuddin Ahmed (1930–2022)                 |         | 9 października 1996  | 14 listopada 2001   | Bezpartyjny                                   |
| 13    | Badruddoza Chowdhury (1930–2024)              |         | 14 listopada 2001    | 21 czerwca 2002     | Nacjonalistyczna Partia Bangladeszu           |
| –     | Muhammad Jamiruddin Sircar (1931–) tymczasowo |         | 21 czerwca 2002      | 6 września 2002     | Nacjonalistyczna Partia Bangladeszu           |
| 14    | Iajuddin Ahmed (1931–2012)                    |         | 6 września 2002      | 12 lutego 2009      | Bezpartyjny                                   |
| 15    | Zillur Rahman (1929–2013)                     |         | 12 lutego 2009       | 20 marca 2013       | Bengalska Krishak-Sramik Liga Ludowa          |
| 16    | Abdul Hamid (1944–)                           |         | 14 marca 2013        | 24 kwietnia 2023    | Bengalska Krishak-Sramik Liga Ludowa          |
| 16    | Shahabuddin Chuppu (1949–)                    |         | 24 kwietnia 2023     | nadal               | Bengalska Krishak-Sramik Liga Ludowa          |